# Banakit
Banakit är en vulkanisk ytbergart av trakydoleriternas grupp, karaktäriserad av strökorn av pyroxen, ortoklas och labradorit samt ibland olivin i en grundmassa av labradorit, ortoklas och vanligen också fältspatoider samt underordnat augit, biotit och malmkorn.